# Cnidoscolus bellator
Cnidoscolus bellator là một loài thực vật có hoa trong họ Đại kích. Loài này được (Ekman ex Urb.) León mô tả khoa học đầu tiên năm 1941.